# روس مكينون (لاعب دوري الرغبي)
روس مكينون (بالإنجليزية: Ross McKinnon)‏ هو لاعب دوري الرغبي أسترالي، ولد في 1914 في أوبيرون ‏ في أستراليا، وتوفي في 1962 في كامبرداون ‏ في أستراليا.